# Гусак, Отакар
О́такар Гу́сак (23 апреля 1885, Нимбурк, Австро-Венгрия — 12 июня 1964, Прага, ЧССР) — чехословацкий военный и государственный деятель, министр национальной обороны Чехословакии (1920—1921), бригадный генерал. Почётный гражданин города Нимбурк (1998).

## Биография

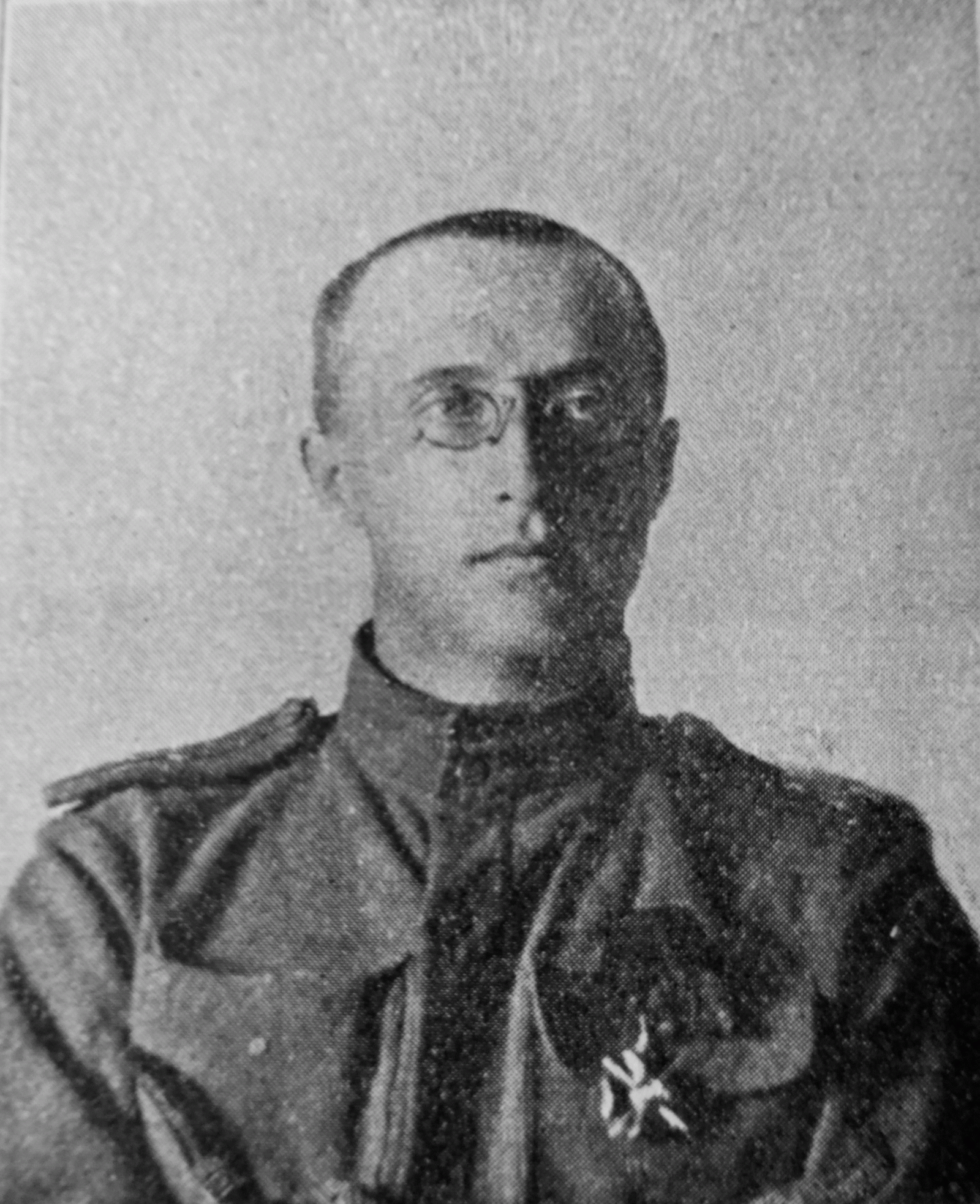
Один из первых чешских офицеров-добровольцев Чешской дружины О.Гусак на российском фронте

Капитан Отакар Гусак, командир 21-го батальона Чехословацкого стрелкового полка, в новой униформе. Франция, 1918 год

Родился в семье железнодорожника. Окончил реальную гимназию и химический факультет пражской Промышленной школы. После работы на фабрике в Чешских Будейовицах поступил на годичную военную службу в 28-м пехотном полку австро-венгерской армии. Вышел в запас в 1907 году в звании «фельдфебель подпрапорщик» (спустя восемь лет его полк стал известен как «Полк пражских детей»). В 1908 и 1910 годах О. Гусак прошел месячные военные сборы и был произведен в прапорщики.
Выпускник Чешского технического университета (1909). С января 1911 года недолго работал химиком в одной из французских фирм. После уехал в Российскую империю, где в 1914 году стал директором частного химического завода в Варшаве. Участник Первой мировой войны. Добровольцем вступил в ряды Чешской дружины, действовавшей в составе русской армии. Стал одним из восьми первых чешских офицеров, командиров Чешской дружины. Командовал взводом, а с января 1916 года — чехословацким стрелковым полком. В апреле 1916 года стал членом Военного комитета Союза чехословацких объединений в России, участвовал в строительстве чехословацких воинских подразделений.
Весной 1917 года — командир батальона 1-го стрелкового полка чехословацкого легиона. Перед Зборовским сражением (1917) был тяжело ранен. После излечения назначен командиром первого транспорта чехословацкого легиона, отправлявшегося во Францию, где участвовал в сражении при Пуа-Терроне в качестве командира батальона. В декабре 1918 года вместе с Т. Г. Масариком вернулся на родину, где был назначен первым руководителем Военной канцелярии президента Чехословацкой республики (1919−1920). С 1920 года — бригадный генерал.
С 15 сентября 1920 по 26 сентября 1921 года занимал пост министра национальной обороны Чехословакии в первом правительстве Яна Чернего. Будучи министром, завершил объединение внутренних и зарубежных чехословацких военных подразделений в единую чехословацкую армию.
После отставки правительства, будучи инженером-химиком в 1920-х годах создал завод взрывчатых веществ Explosia и стал его первым директором.
В 1934—1937 годах много раз бывал в СССР, где жил в течение длительного времени. Обеспечивал обширные контракты на строительство предприятий по производству боеприпасов на территории Советского Союза. Одновременно участвовал в переговорах о продаже лицензий на производство тяжелых артиллерийских систем и боеприпасов к ним акционерным обществом, бывшими заводами Škoda в Пльзене. Благодаря этому советская военная промышленность приобрела самое современное оборудование для производства артиллерийских снарядов и динамита из Чехословакии.
Вскоре после немецкой оккупации Чехословакии в марте 1939 года О. Гусак был арестован и до 1945 года находился в тюрьмах и концлагерях Дахау и Бухенвальд.
После окончания Второй мировой войны в 1945 году был назначен директором химической компании Synthesia близ Пардубице, которой руководил до марта 1948 года, после чего был уволен. После прихода к власти коммунистов подвергался арестам.
В 1950 году был арестован и до 1956 года заключён в тюрьму. Чтобы получить пенсию, работал ночным сторожем до осени 1960 года.
В 1968 году был реабилитирован.

## Награды
- Орден Милана Растислава Штефаника II степени
- Чехословацкий Военный крест (1918)
- Медаль Победы
- Чехословацкая революционная медаль
- Георгиевская медаль 4 степени
- Командор Ордена Почётного легиона
- Офицер Ордена Почётного легиона
- Кавалер Ордена Почётного легиона
- Военный крест (Франция)
- Почётный гражданин города Нимбурк (1998)